# Elatine brochonii
Elatine brochonii là một loài thực vật có hoa trong họ Elatinaceae. Loài này được Clavaud mô tả khoa học đầu tiên năm 1883.

## Hình ảnh

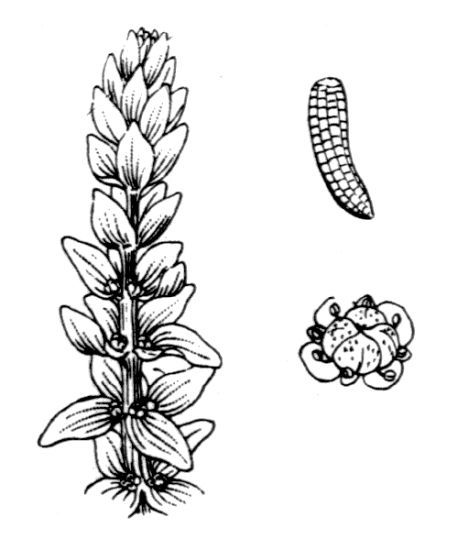
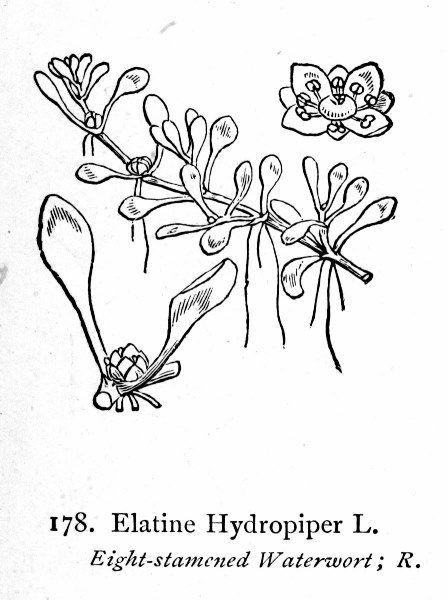
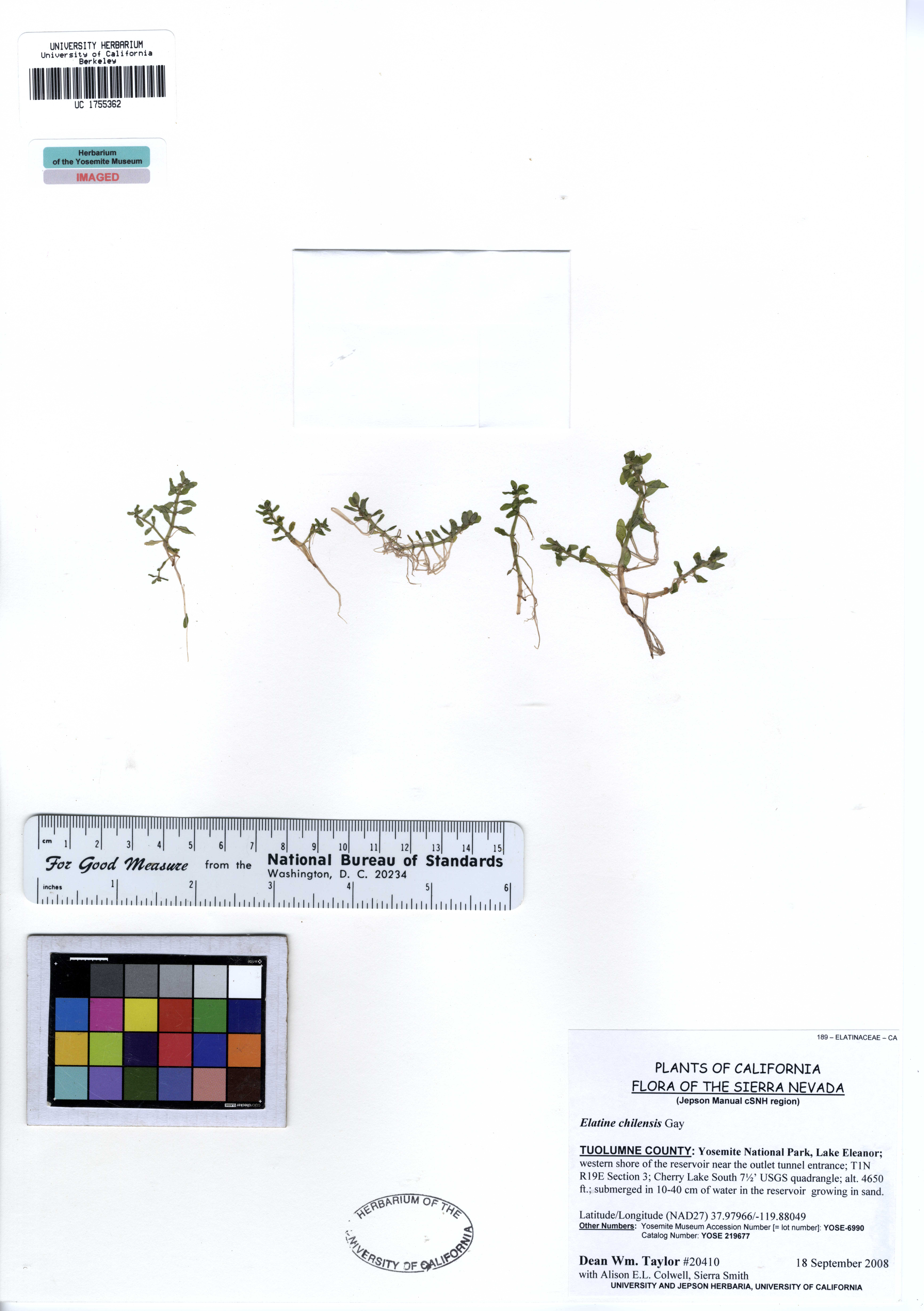
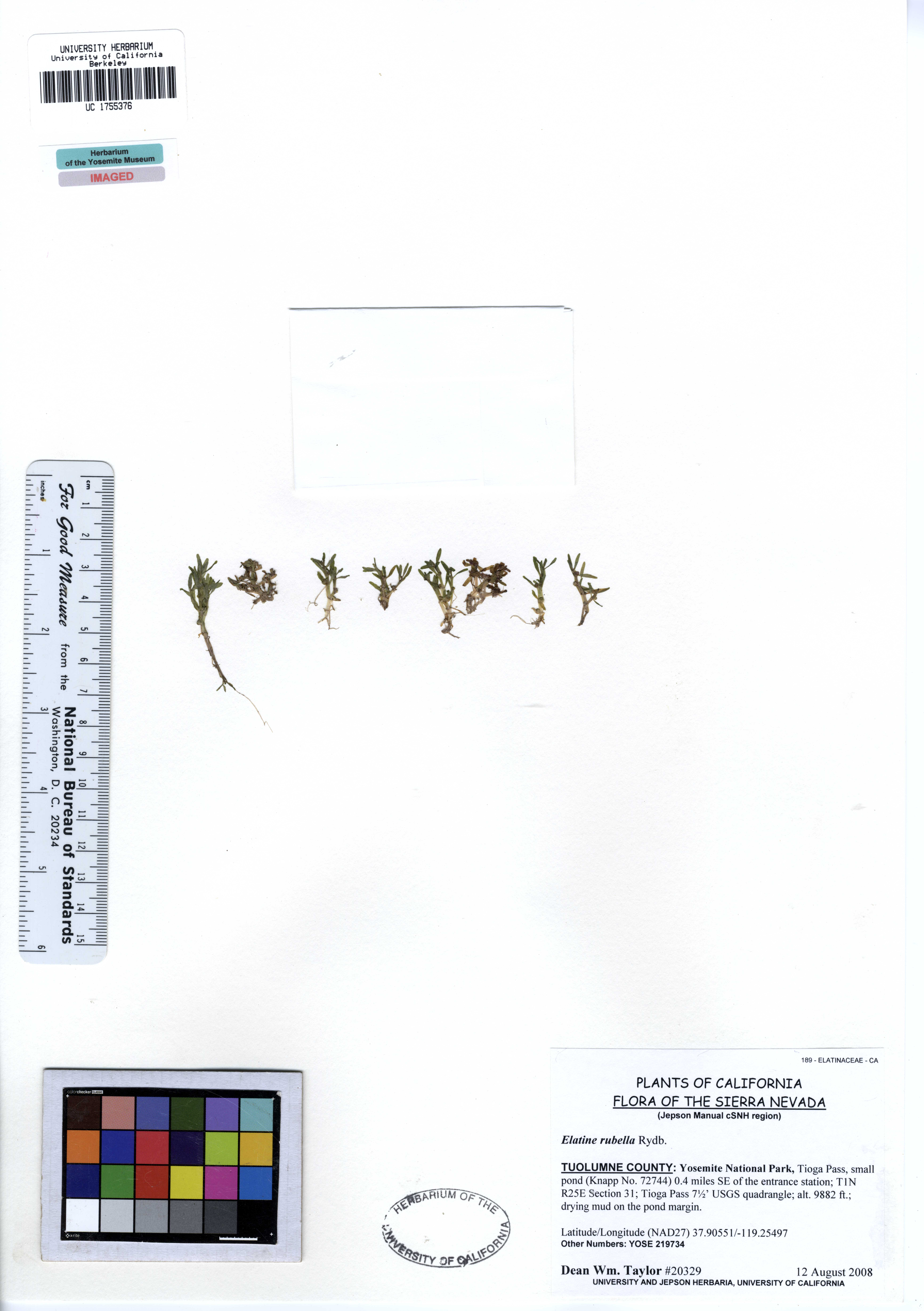